# Spogostylum montanum
Spogostylum montanum är en tvåvingeart som först beskrevs av Günther Enderlein 1934.  Spogostylum montanum ingår i släktet Spogostylum och familjen svävflugor. Inga underarter finns listade i Catalogue of Life.